# Tärnö
För andra betydelser, se Tärnö (olika betydelser).

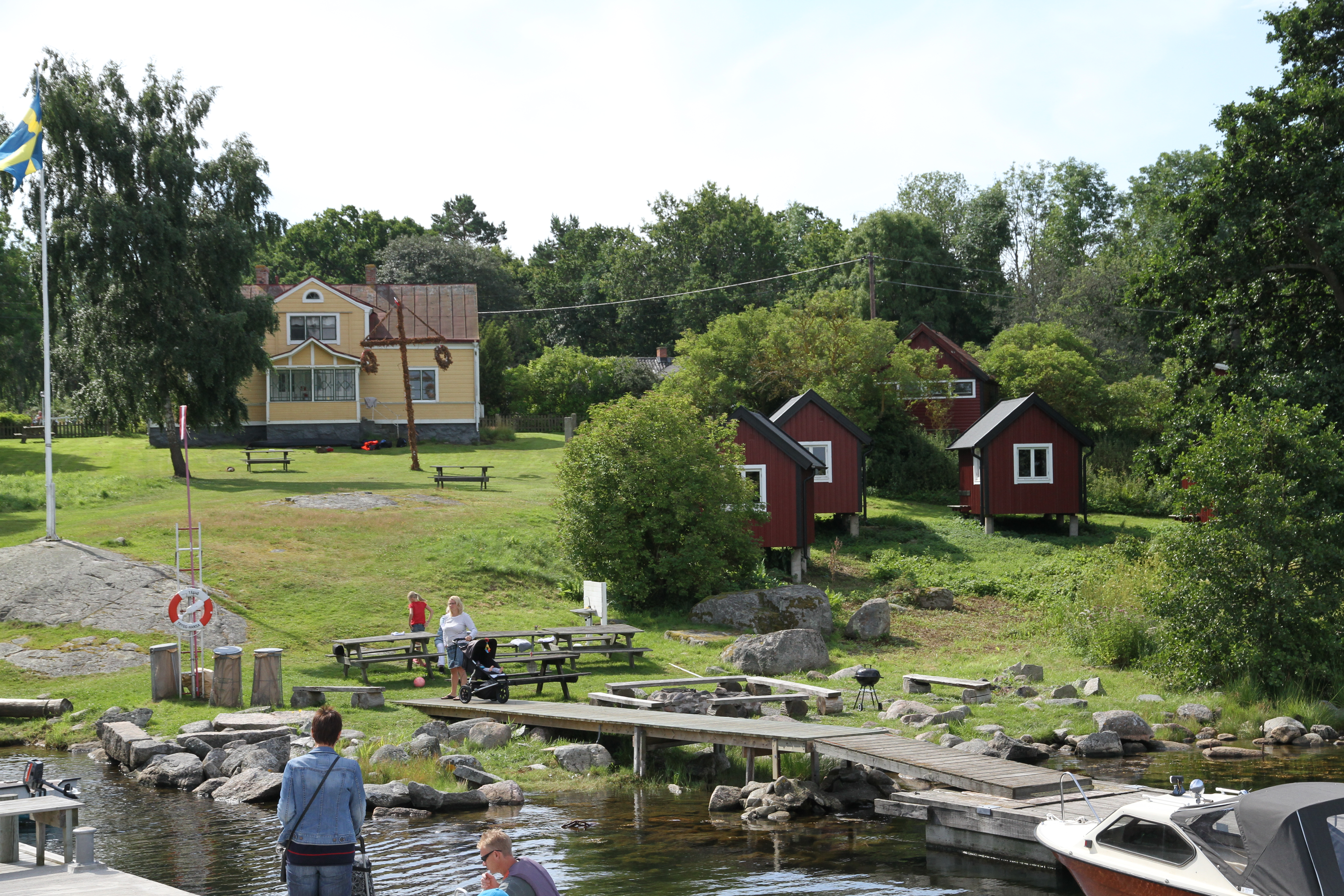
Fd lärarbostaden vid turbåtsbryggan på Tärnö

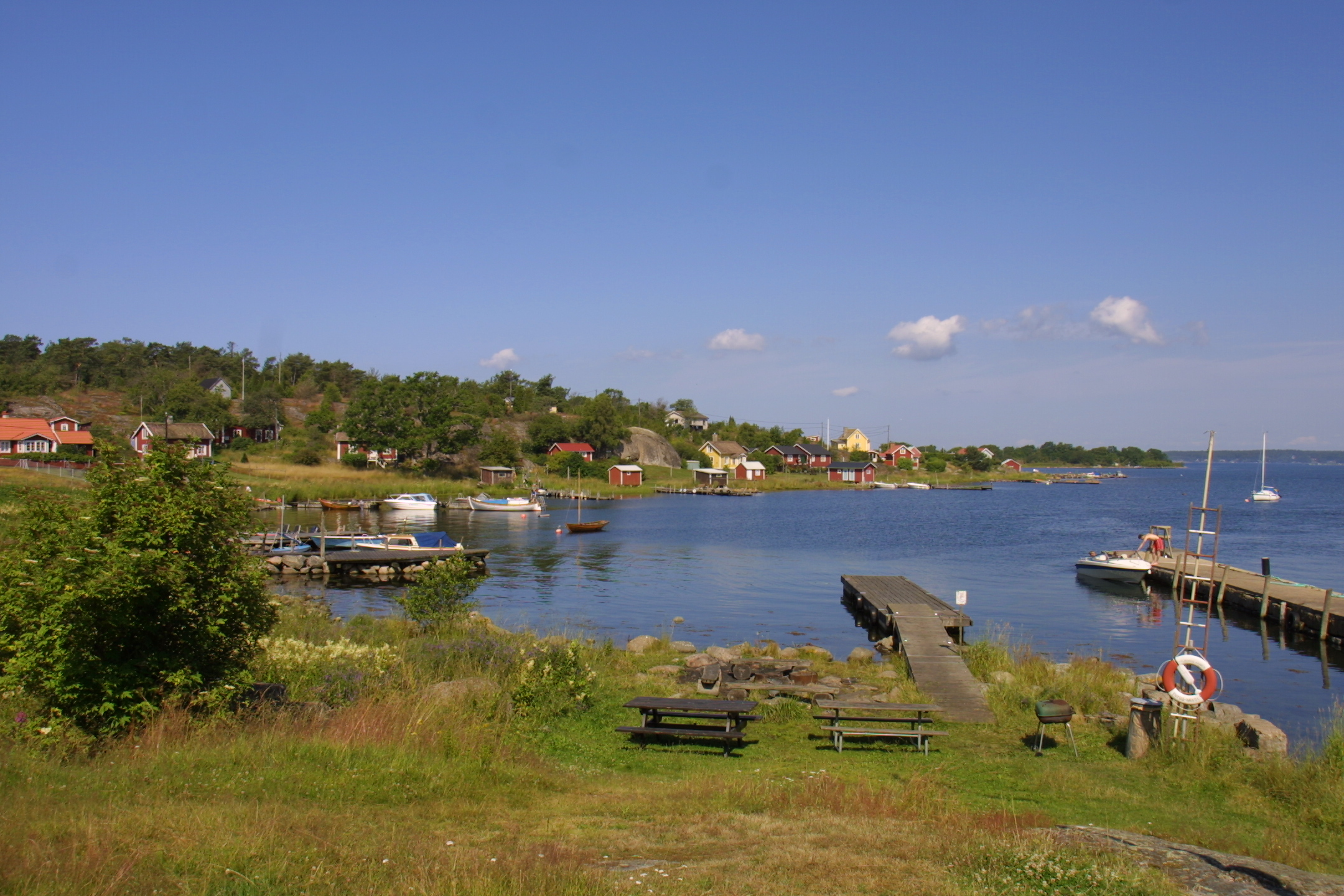
Västerut från turbåtsbryggan

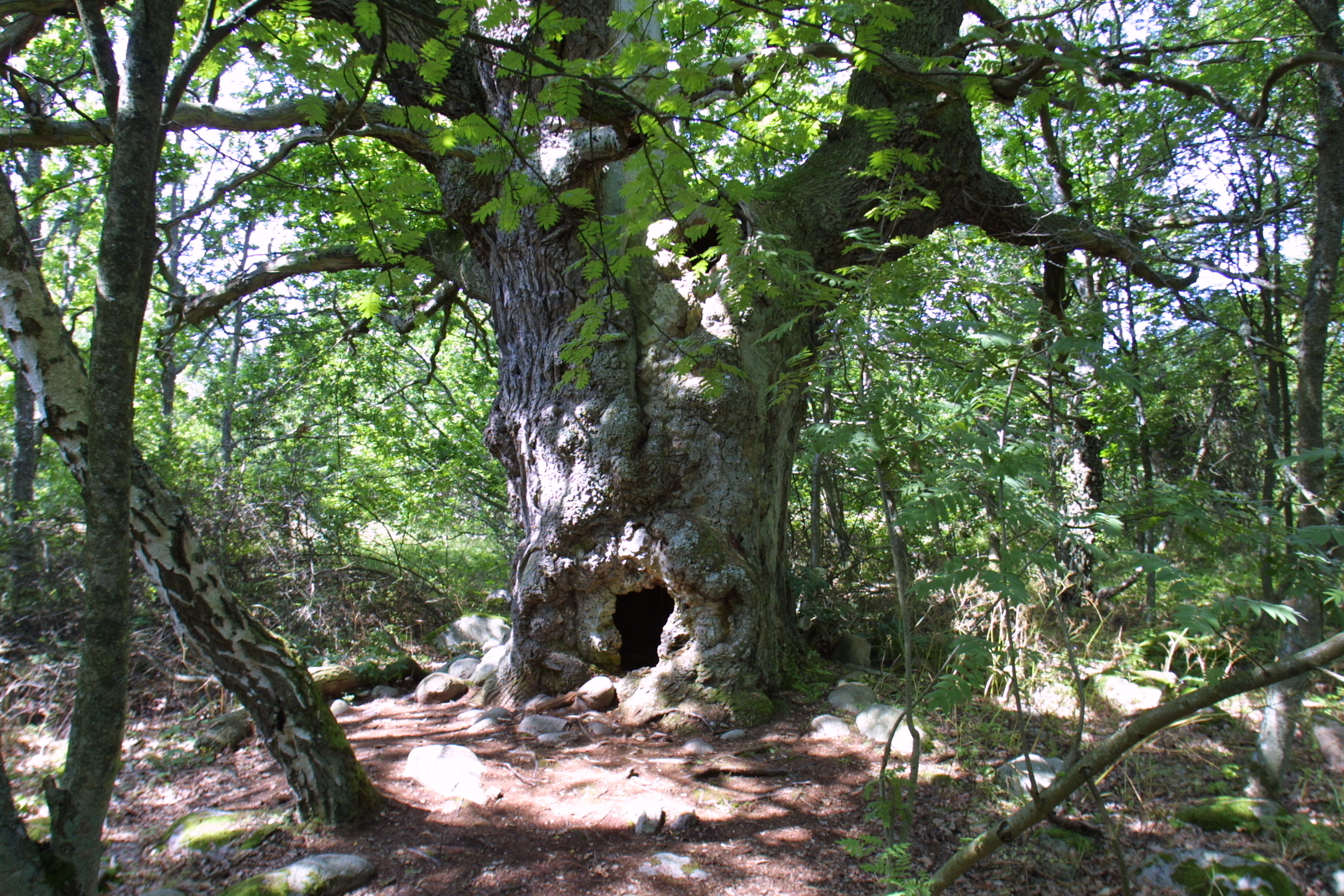
Fiskgökaeken (Spöeken), en gammal ihålig ek på öns östsida.

Tärnö är den största och ytterst (sydligast) belägna ön i Hällaryds skärgård i Karlshamns kommun i Blekinge, med 115,7 ha yta. På ön finns ett 40-tal fastigheter av varierande ålder, varav i princip samtliga är idag endast sommarbostäder. Ön är omskriven i bland annat några av Per Gunnar Evanders romaner.
Ön var tidigare ett aktivt fiskare-bondesamhälle, av vilket det fortfarande finns många spår i form av garnhagar, stengärdsgårdar och -rösen med igenvuxna lyckor. Lyckor som Flättakärralyckan var en med stenar inhägnad mindre åker eller äng i enskild ägo avsedd att hålla husdjuren utanför. Tärnö var en viktig lotsplats under första hälften av 1900-talet. På ön bedrevs under samma tid en omfattande brytning av gatsten för vidareskeppning till bland annat Tyskland.

## Historik
I äldre tider uppfattades Tärnö som avlägset belägen och var glest befolkad trots att den är störst. Utgrävningar på ön har gett fynd av stenåldersverktyg, en järnåldersgrav och en vikingatida klippsilverskatt. Den dåtida befolkningen var inte bofast utan kom från fastlandet tillfälligt under fiskesäsongen. På 1500-talet fanns här en gård och på 1600-talet är ett 10-tal personer kända till namnet. 1813 fanns det 22 personer. I början låg alla hus på Tärnö samlade kring den medeltida Abrans brunn, som än idag kan beskådas intill vägen längs öns norra lä-sida. Efter laga skiftet 1834 fanns det 7 gårdar på Tärnö och de har under åren styckats upp så att det idag finns omkring 65 bostadshus på ön. I äldre tid var Tärnö främst nödhamn för segelsjöfarten. Tärnö hade egna lotsar mellan 1836 och 1937 och också tullpersonal.
Från 1880-talet bedrevs stenbrytning i brott på öns ostsida. Då utskeppades mycket gatsten direkt till Tyskland från viken vid östra udden. Längst ute mot nordost ligger det stora kolonihuset med sin stora veranda, vilket från början tjänade som bostad åt stenhuggarna. Från 1902 var det öns skola. Sommartid mellan 1907 och 1956 var det också skollovskoloni och är numera privat sommarbostad.

## Natur
Tärnös växtlighet domineras av ekskog med inslag av en, kaprifol och björnbärssnår.
Tärnö naturreservat har avsatts och ligger i allmänhet inom föreslagna så kallade Natura 2000-områden, vilket innebär att de klassas som partier med särskilda skydds- eller bevarandevärden som naturtyper och rödlistade arter.

## Tärnö i dag

### Kommunikationer och faciliteter
Det finns färjeförbindelse till Tärnö både från Karlshamn och från Matvik. Båda båtlinjerna körs av Haglund Shipping AB. Dessutom har det upprättats förbindelse med taxibåt förlagd till ön. På ön finns en mindre kiosk ersatts av en större vid huvudbryggan med tillhörande enklare servering. Vidare finns en bygdegård som främst uthyres till lägerskolor och liknande. Öns gamla lärarbostad uthyres även den under sommaren liksom mindre stugor både i kommunens och i privat ägo.

### Sevärdheter

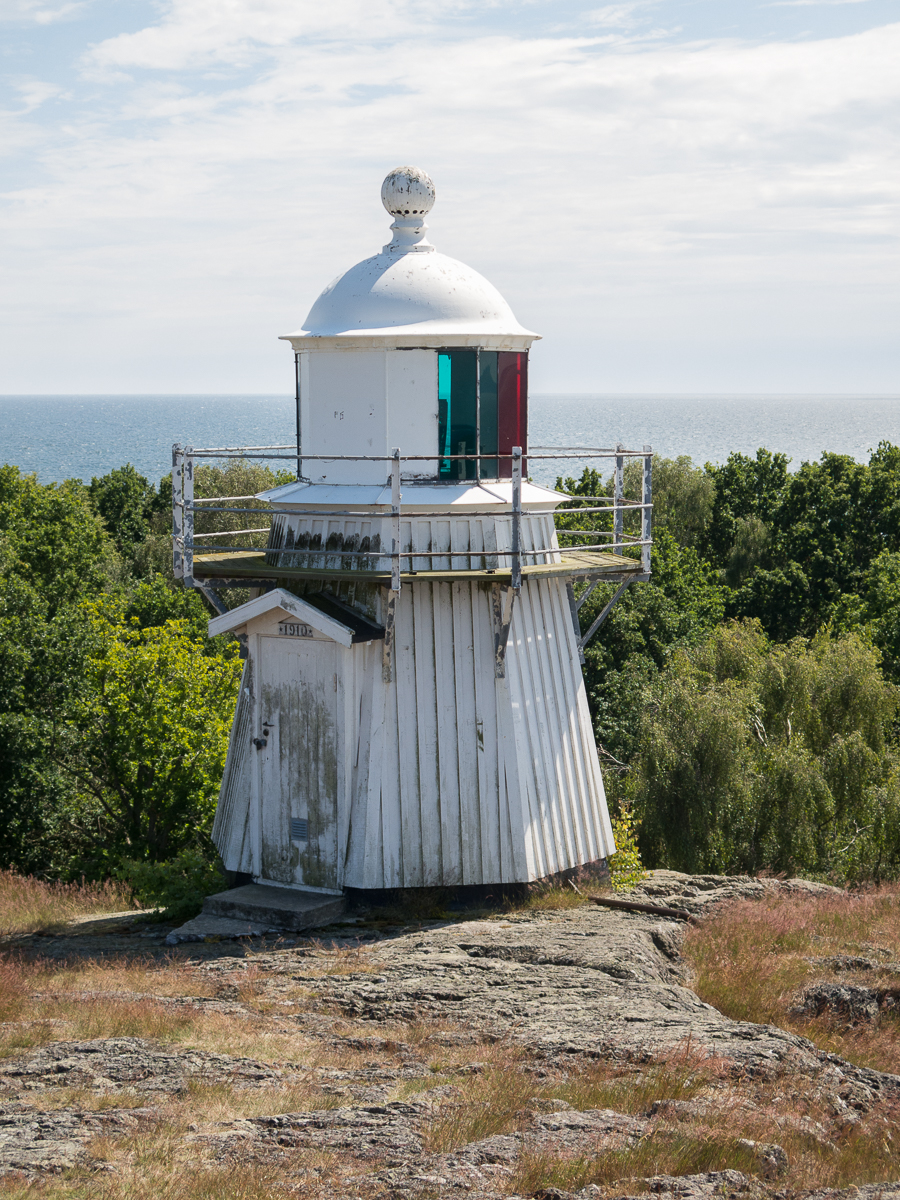
Tärnö fyr

Tärnö har två fyrar, en större träfyr med trumlins och elklipp på öns högsta punkt där den år 1910 ersatte en äldre fyr  och en enkel liten fiskefyr nere på hällarna som endast drivs med 40w-lampor. Bland sevärdheterna kan förutom den pittoreska bebyggelsen och de unika naturlokalerna nämnas Fiskgökaeken (en månghundraårig ek ihålig av ålder), några järnåldersgravar samt ett stort naturligt stentorg. Gamla skrönor har satt spår i form av
- Jättestegen på Drakaberget
- Skatten i Drakagraven
- Uddagubben
- Spökerierna i Survik

På Tärnö finns ett antal i dag nerlagda militära installationer, då ön tidigare ingick i svenska marinens skyddsområde, vilket medförde besöksförbud för utländska medborgare.